# Derek Connolly
Pour les articles homonymes, voir Connolly.
Derek Connolly est un scénariste américain, né en 1976 à Miami. C'est un fréquent collaborateur de Colin Trevorrow.

## Biographie
Derek Connolly a étudié à la Miami Palmetto High School (en) et à la Tisch School of the Arts de New York.
Durant ses études, il fait la connaissance de Colin Trevorrow. Après une première collaboration pour un téléfilm sorti en 2005, ils se retrouvent pour le long métrage Safety Not Guaranteed. Présenté au Festival du film de Sundance 2012, ce film indépendant se fait remarquer. Cette même année, Derek Connolly est classé parmi les dix scénaristes à suivre par le magazine Variety. Plusieurs projets lui sont alors proposés, notamment un remake du film Le Vol du Navigateur (1986).
Il retrouve ensuite Colin Trevorrow et participe à l'écriture de Jurassic World, quatrième volet de la franchise Jurassic Park, qui sort en 2015. Le film est un succès mondial au box-office. Il réalise notamment le meilleur démarrage de l'histoire du cinéma avec 524,4 millions de dollars de recettes mondiales pour son premier week-end. C'est le film ayant dépassé le plus vite le milliard de dollars de recettes au box-office mondial, en seulement 13 jours, surpassant le record de Fast and Furious 7 qui avait mis 17 jours pour dépasser ce seuil. Ce record a été battu par Star Wars, épisode VII qui a mis 12 jours pour atteindre le milliard. Durant son 6e week-end de projection, le film détrône Fast-and-Furious 7 (1 511 726 205$) sorti la même année, et devient le 3e plus gros succès du box office mondial devant Avengers (2012) le 22 juillet 2015 mais il est rétrogradé à la 4e place par Star Wars, épisode VII début janvier 2016.
Le succès colossal de Jurassic World lui ouvre davantage les portes de Hollywood. Toujours en 2015, il est engagé pour faire des réécritures sur Kong: Skull Island, produit par Universal Pictures et Legendary Pictures. Il participe à l'écriture d'autres blockbusters, comme Pacific Rim: Uprising.

## Filmographie
Sauf indication contraire, les informations mentionnées dans cette section peuvent être confirmées par la base de données cinématographiques IMDb,  présente dans la section « Liens externes ».
- 2005 : Gary: Under Crisis (TV) de Colin Trevorrow et Daniel Klein
- 2012 : Safety Not Guaranteed de Colin Trevorrow (également producteur)
- 2015 : Jurassic World de Colin Trevorrow (coécrit par Colin Trevorrow, Rick Jaffa et Amanda Silver)
- 2016 : Monster Cars (Monster Trucks) de Chris Wedge (d'après une histoire de Matthew Robinson, Jonathan Aibel et Glenn Berger)
- 2017 : Kong: Skull Island de Jordan Vogt-Roberts (réécritures)
- 2018 : Jurassic World: Fallen Kingdom de Juan Antonio Bayona (coécrit avec Colin Trevorrow)
- 2019 : Star Wars, épisode IX : L'Ascension de Skywalker (première version du scénario, puis histoire originale seulement) avec Colin Trevorrow, Chris Terrio et J. J. Abrams
- 2022 : Jurassic World : Le Monde d'après (Jurassic World: Dominion) de Colin Trevorrow
- prochainement : Deep Cover de Tom Kingsley